# Ballindalloch
Ballindalloch (gälisch: Baile na Dàlach) ist eine Ortschaft in der schottischen Council Area Moray. Sie liegt verstreut westlich des Flusses Avon etwa 11 km südwestlich von Aberlour und 18 km nordöstlich von Grantown-on-Spey. Der Fluss Spey verläuft etwa 1,5 km nordwestlich.
In Ballindalloch befindet sich Ballindalloch Castle. Das Schloss geht auf das Jahr 1546 zurück und steht nahe dem Zusammenfluss von Spey und Avon. Einst besaß die Ortschaft einen eigenen Bahnhof an der Strathspey Line. Auch der Wanderweg Speyside Way führt durch Ballindalloch.
Ballindalloch liegt inmitten der bedeutenden Whiskyregion Speyside und ist – die Umgebung mitgezählt – Standort der sechs aktiven Brennereien Cragganmore, Glenfarclas, Glenlivet Tamnavulin, Ballindalloch und Tomintoul. Ferner befanden sich mit Auchorachan und Glenavon zwei weitere, jedoch zwischenzeitlich aufgegebene Destillerien auf dem Gemeindegebiet.

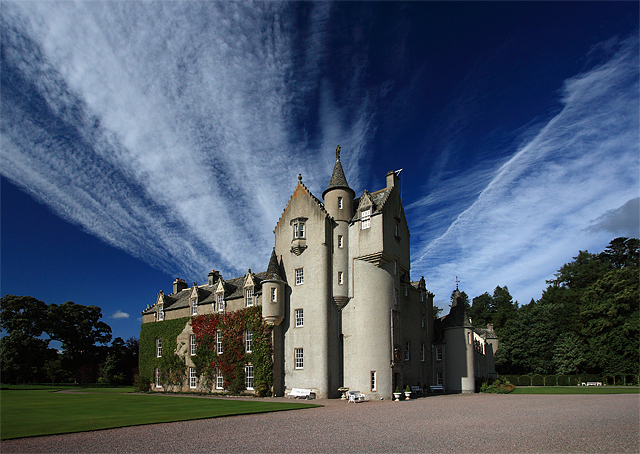
Ballindalloch Castle
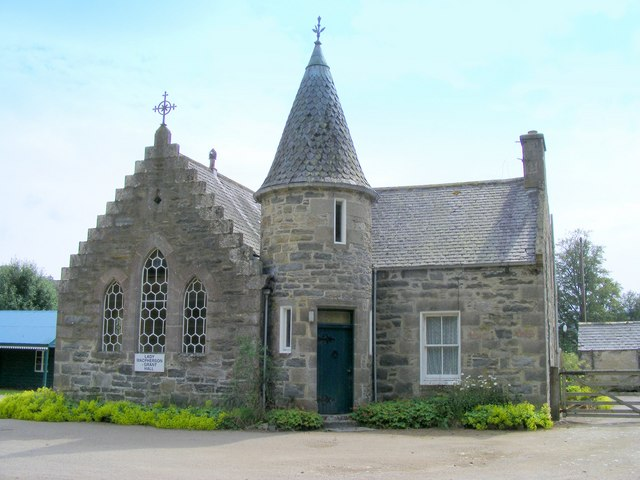
Kirche in Ballindalloch
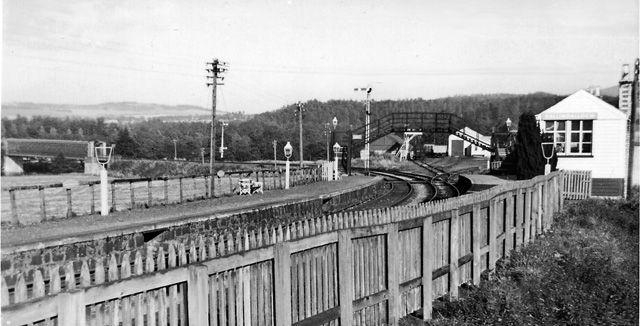
Ehemaliger Bahnhof von Ballindalloch
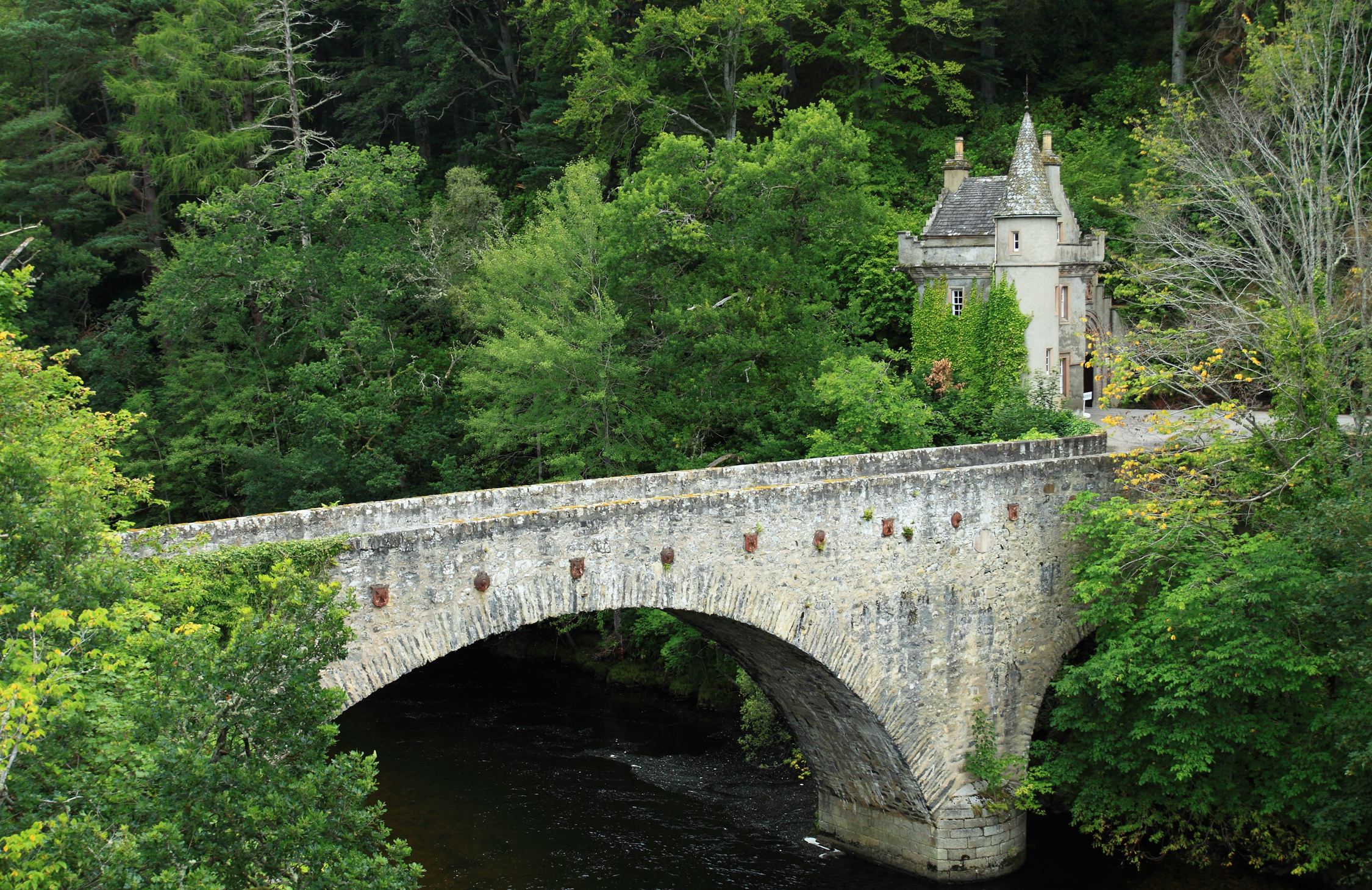
Bridge of Avon nahe Ballindalloch